# French Open 1942 (Badminton)
Die French Open 1942 im Badminton fanden in Paris statt. Es war die 14. Auflage des Championats.

## Titelträger
| Disziplin    | Sieger                         |
| ------------ | ------------------------------ |
| Herreneinzel | Yves Baudoin                   |
| Dameneinzel  | Yvonne Girard                  |
| Herrendoppel | Michel Marret René Mathieu     |
| Damendoppel  | Yvonne Girard Madeleine Girard |
| Mixed        | Michel Marret Madeleine Girard |